# Diocesi di Tricca
La diocesi di Tricca (in latino Dioecesis Triccaea) è una sede soppressa e sede titolare della Chiesa cattolica.

## Storia
Tricca, corrispondente all'odierna città di Trikala, è un'antica sede vescovile della provincia romana di Tessaglia in Grecia, suffraganea dell'arcidiocesi di Larissa. Nella Notitia Episcopatuum attribuita all'imperatore Leone VI (inizio X secolo), Tricca appare al settimo posto tra le suffraganee di Larissa.
Michel Le Quien attribuisce a questa diocesi due vescovi nel primo millennio cristiano. Eliodoro è menzionato dallo storico Socrate Scolastico nella sua Historia ecclesiastica, vissuto nel III secolo, che riferisce di come preferì abbandonare l'episcopato piuttosto che la letteratura profana; pertanto è forse identificabile con lo scrittore Eliodoro di Emesa. Ecumenio, vescovo monofisita, visse tra V e VI secolo e a lui furono a lungo attribuite opere oggi ritenute spurie.
Dal XV secolo Tricca è annoverata tra le sedi vescovili titolari della Chiesa cattolica; la sede è vacante dal 16 maggio 1966. Fino alla nomina dell'ultimo vescovo titolare, Robert Constant Lagae, la sede era chiamata in italiano Tricala (Tricalensis in latino); in seguito assume il nome attuale.

## Cronotassi

### Vescovi greci
- Eliodoro † (circa III secolo)
  - Ecumenio † (circa V-VI secolo) (vescovo monofisita)

### Vescovi titolari
- Godefridus Yerwerd, O.S.B. † (13 febbraio 1471 - gennaio 1483 deceduto)
- Heinrich Schodehoet, O.S.A. † (8 gennaio 1494 - circa 1515 deceduto)
- Johannes Pictor Meler, O.S.A. † (15 gennaio 1518 - 1529 deceduto)
- Simon Judas Thaddäus Schmidt † (28 aprile 1687 - 7 febbraio 1691 deceduto)
- Konrad Ferdinand Geist von Wildegg † (18 maggio 1693 - 15 gennaio 1722 deceduto)
- Charles d'Espinoza, O.F.M.Cap. † (23 settembre 1722 - 14 giugno 1728 nominato vescovo di Anversa)
- Dionigi Pieragostini † (15 novembre 1728 - 7 maggio 1732 nominato vescovo di San Severino)
- José Francisco de San Buenaventura Martínez de Tejada y Díez de Velasco, O.F.M. † (3 settembre 1732 - 23 agosto 1745 nominato vescovo di Yucatán)
- Diego Martínez Garrido, O.S. † (22 agosto 1746 - 5 febbraio 1757 deceduto)
- André Teixeira Palha † (16 dicembre 1782 - 5 dicembre 1783 succeduto vescovo di Faro)
- Francisco Antonio Pablo Sieni Flannings, O.F.M.Cap. † (25 giugno 1784 - 18 febbraio 1809 deceduto)
- Luis Ignatius Peñalver y Cárdenas † (9 maggio 1805 - 17 luglio 1810 deceduto)
- Cirillo di Barcellona † (? - ? deceduto)[4]
- Mariano Talavera y Garcés † (22 dicembre 1828 - 23 dicembre 1861 deceduto)[5]
- Bonaventura Portillo, O.F.M. † (9 marzo 1880 - 25 settembre 1882 nominato vescovo di Chilapa)
- Joseph-Adolphe Gandy, M.E.P. † (16 marzo 1883 - 15 gennaio 1889 nominato arcivescovo coadiutore di Pondicherry)
- Koloman Belepotoczky † (22 luglio 1890 - 22 dicembre 1914 deceduto)
- Natale Serafino † (4 agosto 1917 - 2 settembre 1924 deceduto)
- Robert Constant Lagae, O.P. † (18 dicembre 1924 - 16 maggio 1966 deceduto)